# Ниабаури
Ниабаури (груз. ნიაბაური) — село в Грузии, на территории Озургетского муниципалитета края (мхаре) Гурия.

## География
Село находится в западной части Грузии, на берегах реки Ачисцкали, на расстоянии приблизительно 4 километров (по прямой) к югу от города Озургети, административного центра муниципалитета. Абсолютная высота — 161 метр над уровнем моря.

## Население
По результатам официальной переписи населения 2014 года, в Ниабаури проживало 553 человека (259 мужчин и 294 женщины). В национальной структуре населения грузины составляли 98,9 %, украинцы — 0,5 %, русские — 0,2 %, татары — 0,2 %.
| Год  | Население, человек |
| ---- | ------------------ |
| 2002 | 1163               |
| 2014 | ↘ 553              |